# Raúl Marrero (Sänger)
Esteban Raúl Marrero Quiles (* 15. November 1926 in Vilalba; † 18. Oktober 2018 in Orlando/Florida) war ein puerto-ricanischer Cantautor.
Marrero wuchs in Caguas bei seiner Mutter auf. Mit dem Song Sin Motivos nahm er zehnjährig an einem Talentwettbewerb teil, und er gewann beim nächsten darauf folgenden Wettbewerb in Caguas den Ersten Preis. Siebzehnjährig ging er nach New York, wo im Folgejahr seine erste Plattenaufnahme mit dem Trio Los Contnentales erschien. In den nächsten Jahren lebte er überwiegend in Mexiko. Bei Aufenthalten in New York sang er eigene Songs in Nachtclubs und Fernsehshows.
1965 veröffentlichte er seine erste LP mit eigenen Kompositionen, Sin Sangre en las Venas, mit dem Hit Sabras.  In den folgenden Jahren profilierte er sich vor allem als Salsakomponist, und seine Kompositionen wurden von zahlreichen Musikern aufgenommen, so La Vecina und La Hija de Lola von Charlie Palmieris Orchester mit dem Sänger Vitin Aviles und Increible von Ismael Rivera. Tommy Olivencias Orchester veröffentlichte mit dem Sänger Frankie Ruiz seine Versionen von Primero Fui Yo, Como la Hace und Te Estoy Estudiando.
Marrero nahm selbst noch mehrere LPs auf, darunter Apartamento número dos, La casa, Quien dijo miedo, Vía Nueva York-La Maletica und El señor de la salsa und unternahm bis ins hohe Alter Konzertreisen. Sein letztes Konzert gab er 89-jährig in Kolumbien.